# Doryopteris conformis
Doryopteris conformis là một loài thực vật có mạch trong họ Adiantaceae. Loài này được K.U. Kramer & R.M. Tryon miêu tả khoa học đầu tiên năm 1955.